# Buława Marszałka Polski
Buława Marszałka Polski, Buława Marszałkowska (zwyczajowo Buława Piłsudskiego) – zabytkowa buława będąca insygnium Marszałka Polski. Jeden z najważniejszych symboli odzyskania przez Polskę niepodległości. Unikatowe świadectwo historii Polski.

## Historia
Polecenie zaprojektowania ozdobnej buławy będącej insygnium Marszałka Polski zleciły ówczesne władze II Rzeczypospolitej. Buława powstała w pracowni Firmy Wiktora Gontarczyka w Warszawie w 1920. Projektantem buławy był prof. Mieczysław Kotarbiński z Uniwersytetu Warszawskiego (autor projektu m.in. Orderu Odrodzenia Polski czy Krzyża Niepodległości). Buława została wykonana ze srebra, cyzelowanego złotem z licznymi ozdobnymi grawerami.

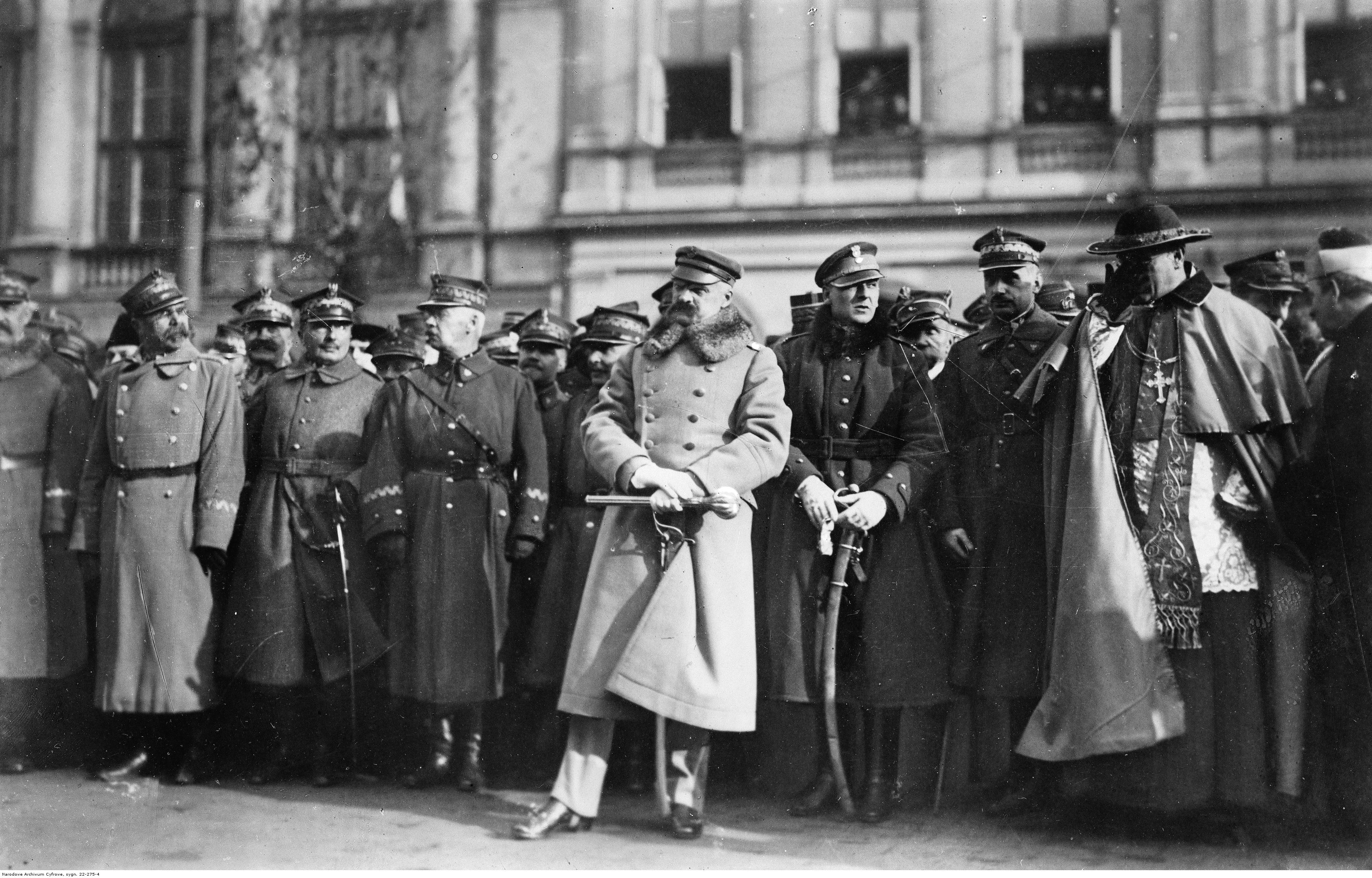
Uroczystość wręczenia Buławy Marszałka Polski Józefowi Piłsudskiemu (1920)

Uroczyste wręczenie buławy marszałkowi Józefowi Piłsudskiemu nastąpiło 14 listopada 1920, po zwycięstwie w Bitwie Warszawskiej. Wręczenie miało miejsce na Placu Zamkowym w Warszawie. Wydarzenie zostało poprzedzone uroczystą mszą polową, koncelebrowaną przez biskupa polowego Wojska Polskiego Stanisława Gallę. Następnie buława została poświęcona przez kardynała Aleksandra Kakowskiego. Buławę osobiście wręczył Marszałkowi jeden z najmłodszych kawalerów Orderu Virtuti Militari kapral Jan Żywek. Ceremonia zakończyła się defiladą ulicami Warszawy.

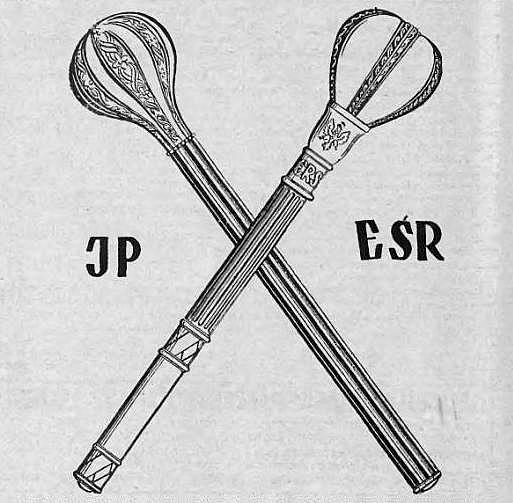
Buławy Marszałków Piłsudskiego i Rydza-Śmigłego

Po śmierci Marszałka w 1935, buława razem z czapką maciejówką, szablą i sercem zamkniętym w kryształowej urnie towarzyszyły w ostatniej podróży Marszałka. Następnie pozostała we własności rodziny Marszałka. Po wybuchu II wojny światowej Buława Piłsudskiego razem z innymi pamiątkami po Marszałku została wywieziona do Bukaresztu a następnie do Londynu gdzie została przekazana żonie Marszałka Aleksandrze Piłsudskiej. W Wielkiej Brytanii buława była przechowywana w Instytucie Józefa Piłsudskiego w Londynie do 2004, kiedy staraniem córki Marszałka Jadwigi Piłsudskiej wróciła do Polski i została wyeksponowana na wystawie w Pałacu Belwederskim w Warszawie. Następnie została przekazana nowo powstałemu Muzeum Józefa Piłsudskiego w Sulejówku, gdzie eksponowana jest do dziś.